# Хомутов Сергій Володимирович
Сергій Володимирович Хомутов (нар. 24 березня 1983, Запоріжжя) — український футболіст, який грав на позиції півзахисника. Відомий за виступами за низку українських клубів, у тому числі у складі сімферопольської «Таврії» у вищій українській лізі.

## Клубна кар'єра
Сергій Хомутов народився в Запоріжжі, та розпочав займатися футболом у ДЮСШ при футбольному клубі «Торпедо». У 1998 році він дебютував у команді другої ліги «Віктор» із Запоріжжя, а в 2000 році грав за іншу запорізьку команду другої ліги «СДЮШОР-Металург». У 2001 році Хомутов нетривалий час грав у друголіговій команді «Дніпро» з Черкас, а на початку 2002 року грав у Росії за аматорську команду «Реутов». У кінці 2002 року футболіст повернувся в Україну, де став гравцем команди вищої ліги «Таврія» з Сімферополя. Проте у вищій лізі Хомутов зіграв лише 1 матч з криворізьким «Кривбасом» 24 травня 2003 року, більшу частину свого перебування в сімферопольській команді провівши в запасі. У «Таврії» Хомутов перебував до кінця 2003 року, після чого перейшов до команди першої ліги «Полісся» з Житомира. Проте в цій команді Сергій Хомутов зіграв лише 12 матчів, і з початку 2005 року став гравцем команди другої ліги «Титан» з Армянська. Сезон 2005—2006 років футболіст провів у складі іншої друголігової команди «Ялос» з Ялти, після чого повернувся до «Титана». Сезон 2007—2008 років Сергій Хомутов провів у складі ліванської команди найвищого дивізіону «Саджес». У 2008 році футболіст повернувся в Україну, де грав у аматорських командах «Кристал» (Херсон), «Таврія» (Новотроїцьке) і «Електрометалург-НЗФ».
На початку 2009 року Сергій Хомутов став гравцем аматорської команди «Мир» з Горностаївки. У складі команди він грав протягом наступних 4 років, вийшовши разом із командою до другої ліги, в якій зіграв у складі сільського клубу 70 матчів, і виступав у складі «Миру» аж до тимчасової втрати командою професійного статусу в кінці 2013 року. У 2014 році футболіст грав спочатку нетривалий час у аматорській команді «Таврія-Скіф», а пізніше став гравцем аматорської команди «Россо Неро», яку залишив на початку 2015 року. Після цього футболіст грав у окупованому Криму в клубі «Ялта», пізніше в аматорському клубі «Ольвія» з Чкалового, після чого в кінці року став гравцем команди другої ліги «Кристал» з Херсона, проте ще до закінчення сезону 2015—2016 року Хомутов залишив херсонський клуб. Після цього футболіст знову грав у окупованому Криму за «Кримтеплицю», після чого грав за запорізький «Металург» в аматорських змаганнях. У кінці 2016 року Сергій Хомутов знову грав за «Кримтеплицю», після чого на початку 2017 року вдруге в своїй футбольній біографії став гравцем аматорського клубу «Таврія-Скіф», у складі якого він був одним із кращих бомбардирів команди в аматорській першості України.